# Peter von Rates

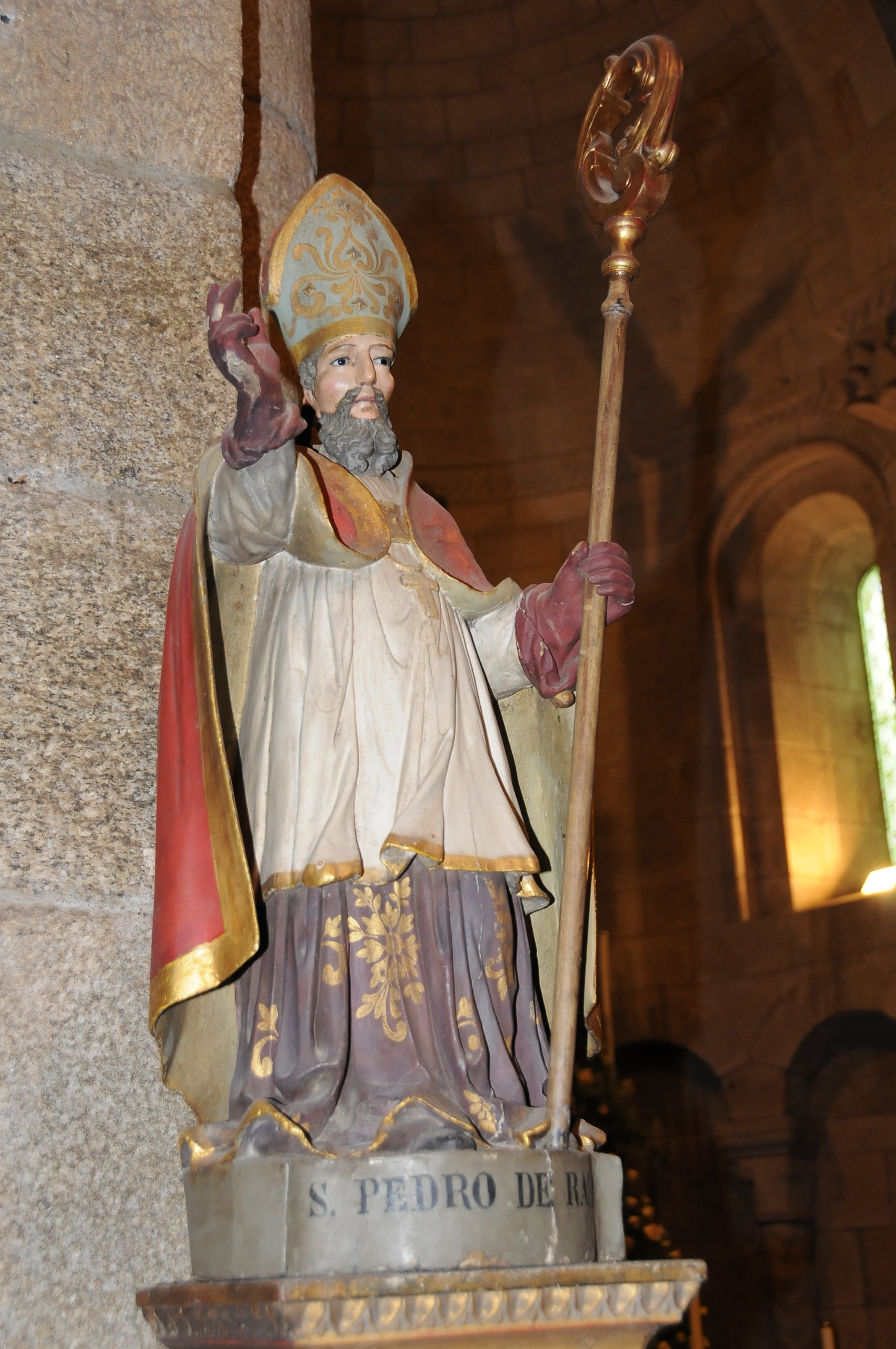
Statue des Bischofs Peter von Rates, Igreja Românica de Rates

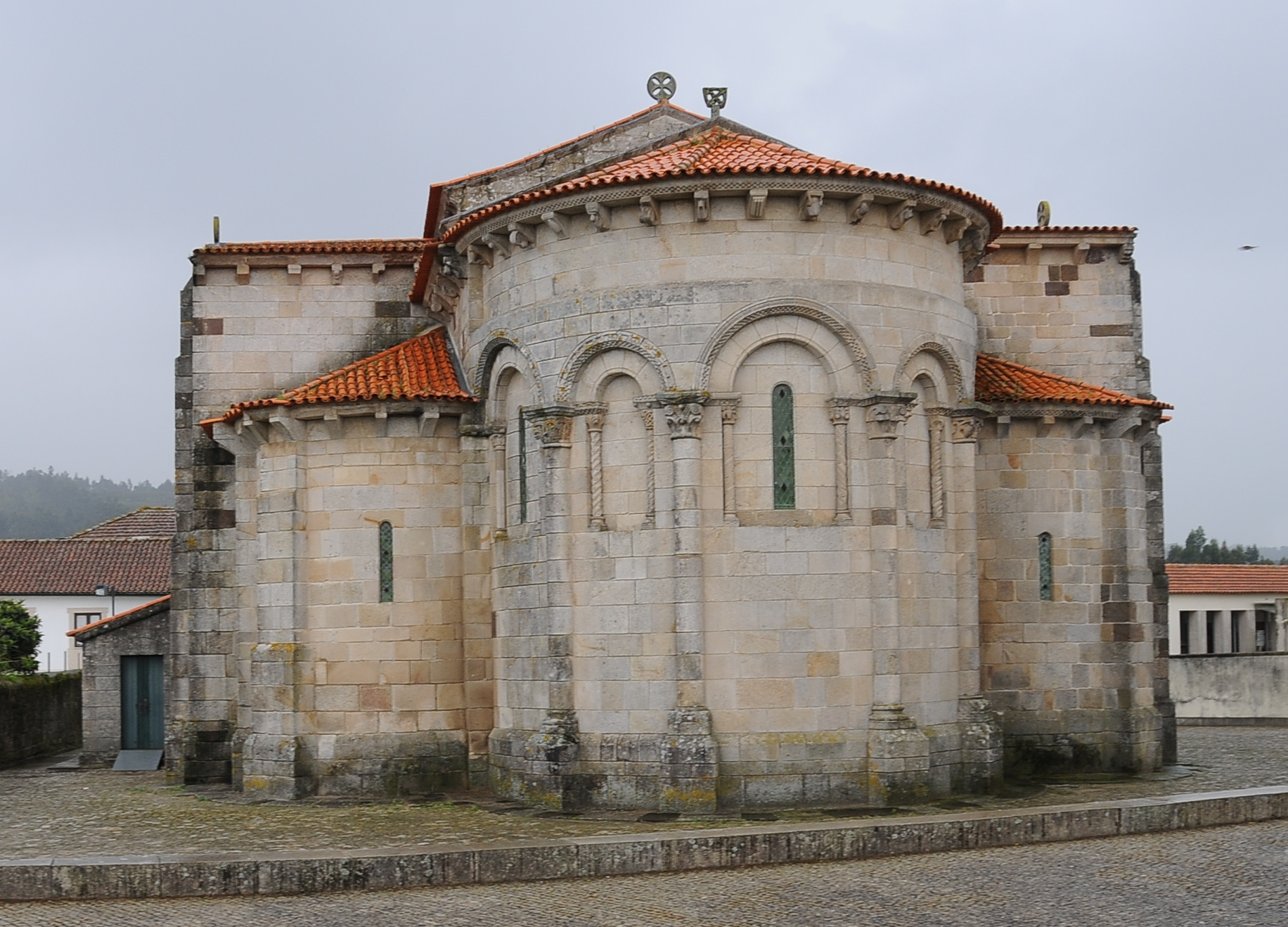
Querschiff der Igreja Românica de Rates, restauriert durch Heinrich von Burgund, Graf von Portucale im Jahre 1096 in Póvoa de Varzim, bis 1552 befanden sich hier die Gebeine von São Pedro de Rates

Peter von Rates (auch: Peter von Braga, port.: São Pedro de Rates; † angeblich um 60, tatsächlich wohl 5. oder 6. Jahrhundert in Braga) gilt als erster Bischof von Braga.
Das Wirken des Peter von Rates wird in der Legende mit dem Apostel Jakob (Santiago) in Verbindung gebracht, der im Nordwesten der Iberischen Halbinsel besondere Verehrung genießt – seine Reliquien werden in Santiago de Compostela verehrt; tatsächlich stammt die früheste Erwähnung einer Tätigkeit Jakobs auf der Iberischen Halbinsel allerdings erst aus der Zeit um 600. Peter von Rates soll ein einheimischer Christ gewesen sei, der von Jakob im Jahre 44 bei einem Besuch in der Serra de Rates im heutigen Ort Póvoa de Varzim zum Bischof für die nahegelegene Stadt Braga bestimmt worden sei. Dort sei er dann um das Jahr 60 wegen seines christlichen Glaubens hingerichtet worden.
Die Auffindung der Gebeine des Heiligen im 9. Jahrhundert wird dem Fischer und späteren Einsiedler Felix aus Villa Mendo zugeschrieben, der eines Nachts auf dem heutigen Hügel São Felix ein Leuchten wahrgenommen habe und dann auf die Gebeine gestoßen sei. An jener Stelle soll dann das Kloster Rates erbaut worden sein, das bis 1552 die Reliquien beherbergte, ehe sie in die Kathedrale von Braga übertragen wurden. Es ist anzunehmen, dass es sich bei Peter von Rates um eine Person des 5. oder 6. Jahrhundert handelt, die nachträglich früher datiert wurde, um dem Erzbistum Braga eine ehrwürdigeres Alter und eine direkte Verbindung zum Apostel Jakob zu verschaffen. Gedenktag des Heiligen Peter von Rates ist der 26. April.